# Johann Conrad Trumph
Johann Conrad Trumph (* 21. Januar 1697 in Goslar; † 8. März 1750 ebenda) war ein deutscher Mediziner, der als praktischer Arzt und Bergphysikus in Goslar wirkte.

## Leben
Johann Conrad Trumph studierte Medizin, wurde am 6. Oktober 1724 gemeinsam mit Rudolph August Behrens bei Johann Carl Spies an der Universität Helmstedt promoviert und wirkte anschließend zunächst als Arzt in Verden und danach dann als praktischer Arzt und Bergphysikus in Goslar.
Am 12. Mai 1739 wurde er unter der Präsidentschaft des Mediziners Andreas Elias Büchner mit dem akademischen Beinamen Rufus II. unter der Matrikel-Nr. 489 zum Mitglied der Leopoldina gewählt.
Er war verheiratet mit Dorothea Elisabeth, geborene Mölling, einer Tochter des Vilsener Pastors Philipp Heinrich Mölling. Der in der Zeit von 1728 bis 1753 als Pastor in Goslar wirkende Georg Wilhelm Trumph (1700–1753) war sein Bruder.

## Schriften
- Dissertatio Medica Inauguralis Agens De Aëre Aquis Et Locis Goslariensibus. Typis Pauli Dieterici Schnorrii, Helmstadii 1724 (Digitalisat)
- Historia Naturalis Urbis Verdae Iuxta Omnes Eo Perinentes Circumstantias, Sub Assidua Et Diuturniori Observatione Debite Indagatas, Breviter Delineata. Norimbergae 1744 (Digitalisat)